# Xã Knox, Quận Guernsey, Ohio
Xã Knox (tiếng Anh: Knox Township) là một xã thuộc quận Guernsey, tiểu bang Ohio, Hoa Kỳ. Năm 2010, dân số của xã này là 566 người.